# Niegardów (gmina)
Niegardów (do 1954 Koniusza) – dawna gmina wiejska istniejąca w latach 1973–1976 w woj. krakowskim (dzisiejsze woj. małopolskie). Siedzibą gminy był Niegardów.
Gmina została utworzona w dniu 1 stycznia 1973 roku w powiecie proszowickim w woj. krakowskim w składzie: Budziejowice, Chorążyce, Dalewice, Gnatowice, Koniusza, Łososkowice, Muniaczkowice, Niegardów, Niegardów Kolonia, Piotrkowice Wielkie, Polekarcice, Przesławice, Rzędowice i Skrzeszowice (14 sołectw).
Obszary te należały przed reformą z 1954 roku głównie do gminy Koniusza w powiecie miechowskim w województwie krakowskim (przed 1945 w woj. kieleckim) oraz wyjątkowo do gmin: Łętkowice (tylko Budziejowice i Dalewice) i Niedźwiedź (tylko Skrzeszowice) tamże.
1 czerwca 1975 roku gmina znalazła się w nowo utworzonym woj. miejskim krakowskim.
2 lipca 1976 roku gmina została zniesiona, a z jej obszaru oraz z obszaru zniesionej gminy Wierzbno utworzono nową gminę Koniusza. Jedynie sołectwo Skrzeszowice z gminy Niegardów włączono do gminy Kocmyrzów-Luborzyca. Niecały rok później, 1 kwietnia 1977, do gminy Kocmyrzów-Luborzyca przyłączono także sołectwo Łososkowice z gminy Koniusza.